# أكيرا موراتا
أكيرا موراتا (باليابانية: 村田昭؛ بالكانا: むらた あきら) هو شخصية أعمال ياباني، ولد في 25 مارس 1921 في هيغاشياما-كو ‏ في اليابان، وتوفي في 3 فبراير 2006 في كيوتو في اليابان بسبب ذات الرئة.